# Charles de Hacqueville
Charles de Hacqueville (né à Ons-en-Bray vers 1572, mort Paris le 27 février 1623) est un ecclésiastique qui fut évêque de Soissons  de 1619 à 1623.

## Biographie
La famille de Charles de Hacqueville est originaire d'Artois et implantée à Paris depuis le milieu du XVIe siècle.
Il est le fils d'André Hacqueville, seigneur d'Ons-en-Bray, maitre des requêtes et d'Anne Hennequin, fille de Dreux Hennequin, Président de la chambre des comptes. Il a quatre frères et quatre sœurs dont deux seront religieuses.
Il commence ses études au collège des Jésuites de Paris et étudie ensuite la théologie mais obtient une licence de droit canon vraisemblablement aussi à l'université de Paris. Très proche de la Compagnie de Jésus  qu'il fréquente pendant plusieurs années, il est ordonné prêtre  et prêche à Saint-Nicolas du Chardonnet à Paris.
Archidiacre du Vexin dans le diocèse de Rouen, il visite régulièrement les paroisses et supplée dans l'administration du diocèse le cardinal de François de Joyeuse fréquemment absent.
Il devient évêque de Soissons lorsque son cousin Dreux Hennequin coadjuteur depuis 1612 de Jérôme Hennequin décline la succession de leur oncle à sa mort en mars 1619. Il est confirmé le 12 août par le pape Paul V et consacré en octobre par l'archevêque de Lyon. 
Il fait don à sa cathédrale de deux côtes tirées de la châsse des saints Crépin et Crépinien.
Il meurt de la gravelle à Paris le 27 février 1623.